# Pedro Valera y Jiménez
Pedro Valera y Jiménez fue el primer ciudadano nacido en República Dominicana que alcanzó el elevado rango de arzobispo y el primero en sentarse en el principal sillón de la Catedral Primada de América.

## Biografía
Hijo de Cristóbal Valera e Isabel Jiménez, quienes emigraron desde las Canarias, nació alrededor de 1757 en Santo Domingo. Después de obtener su doctorado en Teología en la Universidad de Santo Tomás de Aquino, fue ordenado sacerdote el 9 de abril de 1871. Inicialmente sirvió como párroco en las localidades rurales de Bayaguana y Boyá, para luego convertirse en vicario de la Catedral de Santo Domingo. Su vida dio un giro importante durante el Tratado de Basilea en 1795, que cedió la colonia a Francia, instando al clero a trasladarse a colonias españolas cercanas, lo que lo llevó a migrar a Venezuela y Cuba.
Después de la restauración del dominio colonial español en 1809, regresó a Santo Domingo. En 1811, fue nombrado Arzobispo y recibió su consagración en la Catedral de San Juan de Puerto Rico el 15 de febrero de 1818, ya que por motivos políticos de Europa no permitían diligenciar entonces su nombramiento romano. Durante su arzobispado, Valera mostró dedicación pastoral, generosidad al compartir sus bienes con los pobres y aristócratas avergonzados. También reorganizó el gobierno eclesiástico y restableció el Seminario, ordenando a varios sacerdotes. Además, se eliminaron los diezmos durante un periodo de diez años con el objetivo de impulsar la actividad agrícola. También se decidió reabrir la universidad (Santo Tomás de Aquino), sujeta a una "reforma general". Dada la dificultad para repoblar los conventos, se determinó que sus propiedades se destinaran a apoyar el seminario y los hospitales. Se instruyó a los párrocos para que enseñaran a sus comunidades las "obligaciones de los hombres y los vasallos cristianos", abarcando aspectos importantes de la agricultura e industria. Para llevar a cabo este propósito, se estableció un seminario conciliar bajo la supervisión del arzobispo. Aunque la apertura de la universidad no fue inmediata, Valera inauguró un modesto seminario tan pronto como llegó a Santo Domingo.
Ante la interrogante de por qué Valera es considerado un símbolo de la identidad dominicana a pesar de su postura proespañola, el padre Lluberes explica que Valera fue influenciado por el contexto político de finales del siglo XVIII, donde la Iglesia enfrentó cambios profundos impulsados por la revolución y el pensamiento burgués francés. En un contexto diferente, Valera no habría sido etiquetado como proespañol, ya que habría sido naturalmente fiel al patronato de España. Sin embargo, su desajuste con los cambios políticos y sociales de su tiempo lo llevó a ser visto como proespañol. Además, no anticipó los eventos futuros, como la separación de la Santa Sede del patronato español y la formación de repúblicas independientes en América. Valera era fiel a la creencia común de su época de que ser español era ser católico, y ser católico implicaba lealtad a la monarquía.